# Augustinerkloster Messelhausen

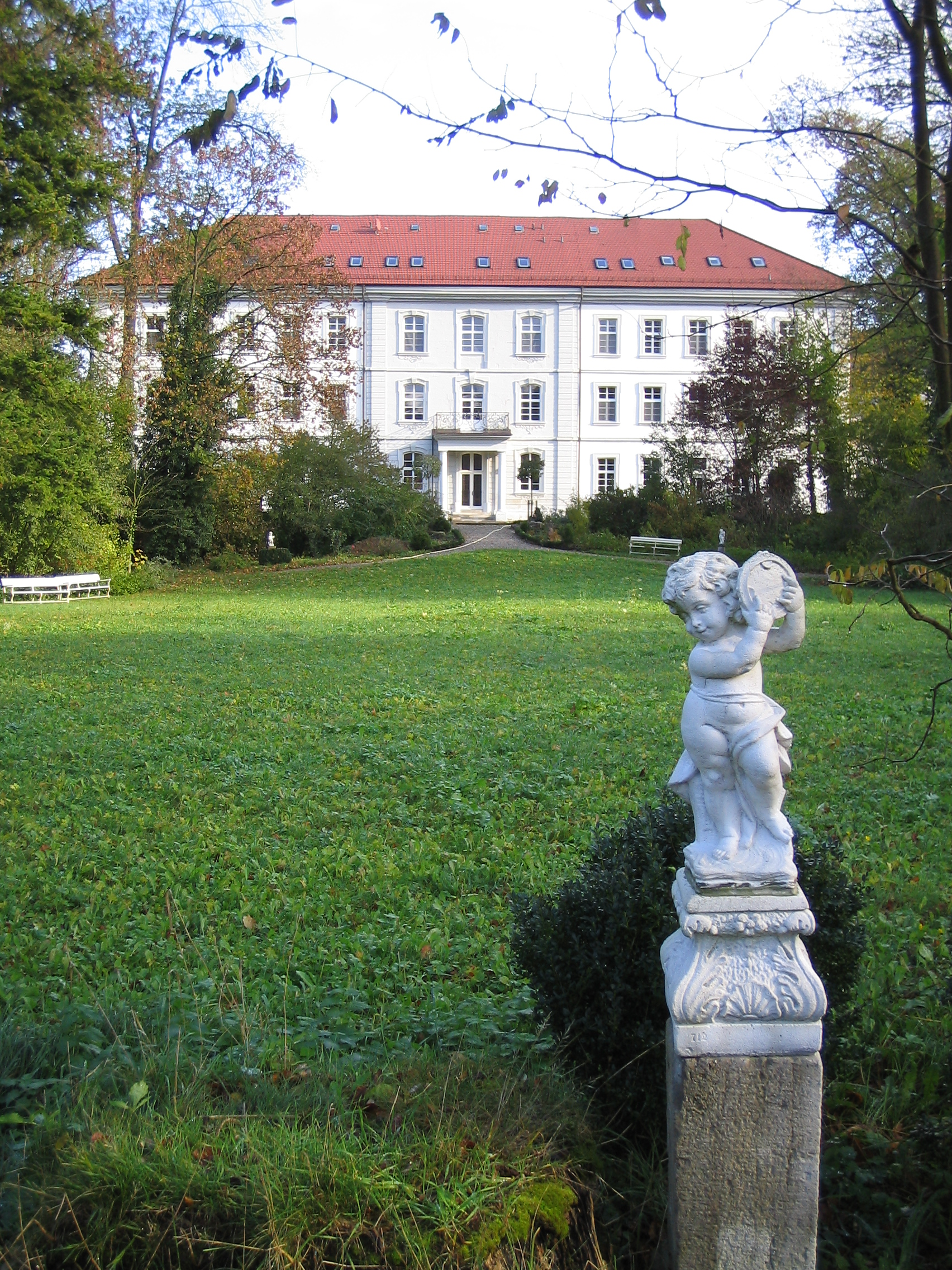
Das Schloss Messelhausen wurde vom Augustinerorden von 1932 bis 2013 als Kloster genutzt

Das Augustinerkloster Messelhausen war ein Kloster des Augustinerordens in Messelhausen, einem Stadtteil von Lauda-Königshofen im Main-Tauber-Kreis in Baden-Württemberg.

## Geschichte
1932 erwarb der Augustinerorden das Schloss Messelhausen und versah seither auch die Pfarrseelsorge des Ortes. Das Anwesen wurde als Pius-Keller-Haus durch das Augustinerkloster Würzburg genutzt.
Nach dem Zweiten Weltkrieg was das Kloster zwischen 1947 und 1956 Sammelpunkt der aus der Tschechoslowakei vertriebenen Augustinerbrüder und derer Angehörigen, die jedoch nach der Gründung eigener Niederlassungen in Wien, Stuttgart-Sillenbuch und Zwiesel das Haus an die deutsche Augustinerprovinz zurückgaben. Im November 2012 wurde darüber informiert, dass die deutschen Augustinerprovinz das Kloster Messelhausen im Jahre 2013 aufgibt und verkauft.